# Kulturåret 1726

## Händelser
- Okänt datum - De första kvinnorna, Judith Fischer och Sophia Schröder, anställs vid Kungliga Hovkapellet.
- Charkovs konstakademi som grundades i Belgorod av biskopen Yepfanii Tychorsky 1722 flyttades till Charkov (dagens Charkiv i Ukraina).

## Nya verk
- Gullivers resor, Jonathan Swift (svensk översättning 1744–1745)

## Födda
- 11 februari - Henrik Andersson Wibeck (död 1792), svensk konstmålare.
- 1 september - François-André Danican Philidor (död 1795), fransk kompositör och schackspelare.
- okänt datum - Johanne Marie Fosie (död 1764), dansk konstnär.
- okänt datum - Innocenzo Spinazzi (död 1792), italiensk skulptör.
- okänt datum - Katsugawa Shunsho (död 1792), japansk konstnär.

## Avlidna
- 20 maj - Nicholas Brady (född 1659), irländsk präst, psalmförfattare och psalmboksutgivare.
- 16 september - Jakob Prandtauer (döpt 1660), österrikisk arkitekt.
- okänt datum - Gustaf von Düben d.y. (född 1659), svensk hovkapellmästare.
- okänt datum - Petrus Jonæ Asp (född 1667), svensk präst, superintendent i Härnösands stift.